# Oliver Pett
Oliver Pett, né le 19 octobre 1988 à Margate, est un joueur professionnel de squash représentant l'Angleterre. Il atteint en octobre 2012 la 56e place mondiale sur le circuit international, son meilleur classement.

## Biographie
Sa carrière est ponctuée de nombreuses blessures (au dos et également un mini AVC) mais aussi par la mort de ses parents. 
Après une série de résultats positifs, Oliver Pett se hisse au 56e rang mondial en 2012, mais en raison de problèmes de santé personnels et du diagnostic de cancer chez sa mère, l'homme de Margate doit s'absenter du PSA World Tour pendant deux ans.
Après une longue période de réadaptation, Oliver Pett revient sur le circuit en 2014 et a semblé avoir mis fin à ses blessures personnelles en remportant le Keith Grainger Memorial Open - une victoire qu'il dédie à sa mère - dans un rappel opportun de son talent. Le décès de sa mère le voit absent du circuit et un an plus tard, il atteint la finale de l'Open du Gard.
Il se qualifie pour les championnats du monde 2012 et s'incline au premier tour face à Cameron Pilley . Il annonce sa retraite sportive en 2016.

## Palmarès

### Titres
- Windy City Open : 2011